# Brady (Familienname)
Brady ist ein Familienname.

## Namensträger

### A
- Áine Brady (* 1954), irische Politikerin
- Alice Brady (1892–1939), US-amerikanische Schauspielerin

### B
- Beau Brady (* 1981), australischer Schauspieler
- Bernhard von Brady (1732–1800), irischstämmiger Oberst und Ritter des Maria-Theresia-Ordens sowie Freiherr von Longthen
- Bob Brady (Robert A. Brady; * 1945), US-amerikanischer Politiker
- Brian Brady (1903–1949), irischer Politiker
- Brookner Brady (1905–1977), US-amerikanischer Moderner Fünfkämpfer

### C
- Charles E. Brady (1951–2006), US-amerikanischer Astronaut
- Chris Brady (Fußballspieler) (* 2004), US-amerikanischer Fußballspieler
- Claire Brady (* 1987), irische Sprinterin
- Cyprian Brady (* 1962), irischer Politiker

### D
- Dorothy Brady (1903–1977), US-amerikanische Mathematikerin und Hochschullehrerin

### E
- Edward Thomas Brady (* 1943), US-amerikanischer Jurist
- Eugene Brady (* 1965), irischer Filmregisseur und Produzent

### F
- Fern Brady (* 1986), britische Komikerin, Autorin und Podcasterin

### G
- Gavin Brady (* 1973), neuseeländischer Segler
- George Brady (1928–2019), kanadischer Holocaust-Überlebender sowie Geschäftsmann
- George Stewardson Brady (1832–1921), britischer Paläontologe und Zoologe
- Gerard Brady (1936–2020), irischer Politiker
- Gerry Brady (Sportschütze) (Gerard Brady; * 1925), irischer Sportschütze
- Gerry Brady (Politiker) (Gerard Brady; * 1948), irischer Politiker (Fianna Fáil)
- Graham Brady (* 1967), britischer Politiker

### H
- Hana Brady (1931–1944), tschechisches Opfer des Nationalsozialismus
- Hans-Heinz Khünl-Brady (1932–2013), österreichischer Unternehmer und Funktionär
- Henry Bowman Brady (1835–1891), britischer Paläontologe
- Henry E. Brady (* 1947), US-amerikanischer Politikwissenschaftler
- Hermán Brady (1919–2011), chilenischer Generalmajor und Politiker

### I
- Ian Brady (1938–2017), britischer Serienmörder
- Ignatius Charles Brady (1911–1990), US-amerikanischer Theologe

### J
- James Brady (1940–2014), US-amerikanischer Politikberater und Regierungsbeamter
- James Brady (Segler) (* 1963), US-amerikanischer Segler
- James Buchanan Brady (1856–1917), US-amerikanischer Wirtschaftsmanager und Unternehmer
- James Charles Brady (1876–1962), kanadischer Politiker
- James Dennis Brady (1843–1900), US-amerikanischer Politiker
- James H. Brady (1862–1918), US-amerikanischer Politiker
- James S. Brady (1891–??), irischer Wasserballspieler
- Jasper Ewing Brady (1797–1871), US-amerikanischer Politiker
- Jennifer Brady (* 1995), US-amerikanische Tennisspielerin
- John Brady (Bischof, 1800) (1800–1871), irischer Geistlicher, Bischof von Perth
- John Brady (Bischof, 1842) (1842–1910), US-amerikanischer Geistlicher, Weihbischof in Boston
- John Brady (Politiker) (* 1973), irischer Politiker der Sinn Féin
- John Brady (Schriftsteller) (* 1955), irisch-kanadischer Schriftsteller
- John Brady (Schauspieler, I), Schauspieler
- John Brady (Schauspieler, II), Schauspieler
- John Everett Brady (1860–1941), US-amerikanischer Klassischer Philologe
- John F. Brady (* 1954), US-amerikanischer Ingenieurwissenschaftler
- John Green Brady (1847–1918), US-amerikanischer Politiker
- Johnny Brady (* 1948), irischer Politiker
- Joseph Brady (Astronom), US-amerikanischer Astronom
- Joseph Brady (Fußballspieler), US-amerikanischer Fußballspieler
- Joseph Brady (Schauspieler) (1928–2001), britischer Schauspieler

### K
- Karel Brady-Metzl (1898–1942), tschechischer Geschäftsmann
- Karren Brady, Baroness Brady (* 1969), britische Geschäftsfrau
- Kevin Brady (* 1955), US-amerikanischer Politiker

### L
- Liam Brady (* 1956), irischer Fußballspieler und -trainer
- Luther W. Brady (* 1925), US-amerikanischer Onkologe

### M
- Martin Brady (* 1947), irischer Politiker
- Mathew B. Brady (1822–1896), US-amerikanischer Fotograf und Chronist
- Matthew Brady (Bushranger) (eigentlich Matthew Bready; 1799–1826), britisch-australischer Bushranger
- Matthew Brady (Jurist), US-amerikanischer Jurist
- Matthew Francis Brady (1893–1959), US-amerikanischer Geistlicher, Bischof von Manchester
- Millie Brady (* 1993), britische Schauspielerin

### N
- Neil Brady (* 1968), kanadischer Eishockeyspieler und -trainer
- Nicholas Brady (Dichter) (1659–1726), englischer Geistlicher und Dichter
- Nicholas F. Brady (Nicholas Frederick Brady; * 1930), US-amerikanischer Politiker
- Nicholas William Brady (1791–1843), irischer Politiker, Oberbürgermeister von Dublin

### O
- Orla Brady (* 1961), irische Schauspielerin

### P
- Pam Brady, US-amerikanische Drehbuchautorin und Fernsehproduzentin
- Pam Bristol Brady (* 1953), US-amerikanische Badmintonspielerin
- Pat Brady (* 1947), US-amerikanischer Comiczeichner
- Paul Brady (* 1947), irischer Folkmusiker
- Peter Brady (Politiker) (1829–??), US-amerikanischer Politiker (Demokratische Partei)
- Peter Brady (Musiker) (1929–2018), US-amerikanischer Jazzsänger
- Peter L. Brady (* 1945), jamaikanischer Offizier
- Philip A. Brady (1898–1995), irischer Politiker

### R
- Rhonda Brady (* 1959), US-amerikanische Hürdensprinterin
- Robbie Brady (Robert Brady; * 1992), irischer Fußballspieler
- Robert Brady (Mediziner) (um 1627–1700), englischer Mediziner

- Robert A. Brady (* 1945), US-amerikanischer Politiker, siehe Bob Brady
- Roger A. Brady (* 1946), US-amerikanischer Luftwaffengeneral
- Rory Brady (1957–2010), irischer Jurist und Politiker
- Roscoe O. Brady (1923–2016), US-amerikanischer Biochemiker und Genetiker
- Royston Brady (* 1972), irischer Geschäftsmann und Politiker

### S
- Sarah Brady (1942–2015), US-amerikanische Juristin und Waffenkontroll-Aktivistin
- Scott Brady (1924–1985), US-amerikanischer Schauspieler
- Scott T. Brady, Zell- und Molekularbiologe
- Seán Brady (Politiker) (1890–1969), irischer Politiker
- Seán Brady (Erzbischof) (* 1939), Erzbischof von Armagh
- Sobieski Brady (1816–1888), US-amerikanischer Politiker
- Stephen Brady (Diplomat) (* 1959), australischer Diplomat
- Stephen Brady (Schachspieler) (* 1969), irischer Schachspieler

### T
- Terence Brady (* 1947), australischer Geistlicher, Weihbischof in Sydney
- Thomas Brady (Kanute) (* 1991), britischer Kanute
- Thomas A. Brady (1937–2025), US-amerikanischer Historiker
- Thomas von Brady (1752–1827), k. k. Offizier und geheimer Rat
- Tom Brady (* 1977), US-amerikanischer American-Football-Spieler

### V
- Vincent Brady (1936–2020), irischer Politiker

### W
- Wayne Brady (* 1972), US-amerikanischer Comedian und Moderator
- William Otterwell Brady (1899–1961), US-amerikanischer römisch-katholischer Geistlicher
- William V. Brady (1811–1870), US-amerikanischer Politiker